# John Sims
John Sims, född 13 oktober 1749 i Canterbury, England, död 26 februari 1831 i Dorking, England, var en engelsk botanist och läkare.
Sims, vars far också var läkare, kom från en familj som tillhörde Vännernas samfund (kväkarna). Han studerade medicin vid Edinburghs universitet, där han erhöll en doktorsgrad 1774. Från 1776 var han praktiserande läkare i London, där han dels var verksam vid Surrey Dispensary, en klinik för fattiga, dels hade en ansedd praktik som förlossningsläkare.
Inom botaniken var Sims verksam som taxonom. Vetenskapliga namn som skapats av honom har auktorsbeteckningen Sims och kan återfinnas från länkar till namnet. Släktet Simsia (korgblommiga växter) är uppkallat efter honom, och hans herbarium är bevarat vid Kew Gardens.
Sims var en av grundarna av Linnean Society of London 1788 och han var medlem av brittiska vetenskapsakademin Royal Society från 1814. Under åren 1801 till 1807 var han redaktör för  den botaniska tidskriften  med nuvarande namn Curtis's Botanical Magazine. Denna räknas som den äldsta i sitt slag som ännu existerar. Sims efterträdde där William Curtis som hade grundat den 1787. 
Sims drog sig tillbaka från sin läkarpraktik 1825 och flyttade till Dorking i Surrey söder om London, där han dog 1831.